# Howardville (Misuri)
Howardville es una ciudad ubicada en el condado de Nueva Madrid en el estado estadounidense de Misuri. En el Censo de 2010 tenía una población de 383 habitantes y una densidad poblacional de 648,58 personas por km².

## Geografía
Howardville se encuentra ubicada en las coordenadas 36°34′6″N 89°35′50″O / 36.56833, -89.59722. Según la Oficina del Censo de los Estados Unidos, Howardville tiene una superficie total de 0.59 km², de la cual 0.59 km² corresponden a tierra firme y (0%) 0 km² es agua.

## Demografía
Según el censo de 2010, había 383 personas residiendo en Howardville. La densidad de población era de 648,58 hab./km². De los 383 habitantes, Howardville estaba compuesto por el 5.74% blancos, el 92.43% eran afroamericanos, el 0% eran amerindios, el 1.04% eran asiáticos, el 0% eran isleños del Pacífico, el 0% eran de otras razas y el 0.78% pertenecían a dos o más razas. Del total de la población el 0.52% eran hispanos o latinos de cualquier raza.